# 스웨덴 국경일
스웨덴 국경일(스웨덴어: Sveriges nationaldag)은 스웨덴의 국경일로, 매년 6월 6일에 해당한다. 1983년 이전에는 이 날을 스웨덴 국기의 날(Svenska flaggans dag)이라는 이름으로 기념했으며, 스웨덴 의회에서 현재 이름으로 변경하였다.